# Llista de personatges de Shōjo Kakumei Utena
Shōjo Kakumei Utena (少女革命ウテナ o Revolutionary girl Utena - 'Utena la noia revolucionària') és una sèrie de manga i anime escrita per Chiho Saitō i Be Papas.
El conjunt de personatges principalment està encapçalat per la Utena Tenjō (天上ウテナ Tenjō Utena), la protagonista de la sèrie. Al principi va sempre acompanyada de la seva millor amiga Wakaba Shinahara. Però ben aviat s'unirà a Utena la Anthy Himemiya (姫宮アンシー Himemiya Anthī), la Núvia de la rosa. Anthy té com a mascota el Chuchu (チュチュ Chuchu), una espècie d'animal que no queda clar quina espècie d'animal és, ja que és com un híbrid entre ratolí i mico petit.
Enfront trobarem a Tōga Kiryū (桐生冬芽 Kiryū Tōga), que és el president del consell d'estudiants. I en teoria el seu amic Kiōichi Saionji (西園寺莢一 Saionji Kyōichi), membre del consell d'estudiants i que està apassionadament enamorat de l'Anthy Himemiya, amb qui comparteix un diari personal. També s'hi troba en Miki Kaoru, un altre membre del Consell d'estudiants i duelista, que és a més un gran pianista i amic de l'Anthy Himemiya. I Juri Arisugawa, la Presidenta del Club d'Esgrima de l'Acadèmia Ohtori i alhora membre del consell d'estudiants, i per tant, duelista. Finalment també apareix la Nanami, que en un principi es creu que és germana d'en Toga Kiryu, amb el qual hi té una relació molt forta, i no consentirà que cap noia se li acosti.

## Personatges
Utena Tenjo (天上 ウテナ, Tenjō Utena)
Veu: Tomoko Kawakami  (japonès), Núria Trifol (català), Rachael Lillis (anglès)
Utena és una noia amb molt coratge i un caràcter naïf que viu emulant el seu idealitzat príncep que va conèixer de petita. Ella és molt sincera, honesta i amigable. I gairebé totes les noies de l'acadèmia la tenen idolatrada. Ella tant subverteix i s'ajusta als estereotips que encarna com un noble guerrer, com d'una noia màgica i ingènua que necessita d'ajuda quan es troba en dificultats. En la sèrie ella defensarà la seva amiga Anthy i esdevindrà un veritable príncep. La seva rosa en els duels és de color blanc.
Anthy Himemiya (姫宮 アンシー, Himemiya Anshī)
Veu: Yuriko Fuchizaki  (japonès), Joël Mulachs (català), Sharon Becker (anglès)
Una misteriosa i vergonyosa noia la qual sembla molt insulsa i superficial, però amaga una fosca personalitat. Es diu que ella no té cap pensament ni desig per si mateixa; ella obeeix tot el que el seu promès desitja d'ella. Degut al seu caràcter dòcil i submís, la resta de personatges intenten tant manipular-la com protegir-la per tal que obeeixi als seus desitjos, i és sovint objecte dels eventuals atacs de ràbia i fúria d'alguns dels personatges. El seu passat i actual comportament són alhora tràgics i sinistres, i la seva personalitat bascula entre l'amor desinteressat, la passivitat-agressivitat, la crueltat, i la indefensió assumida. Com Utena, Anthy també subverteix els estereotips, i bascula entre la seva figura de damisela en dificultats i la de bruixa.
Akio Ohtori (鳳 暁生, Ōtori Akio)
Veu: Jūrōta Kosugi (TV) i Mitsuhiro Oikawa (pel·lícula)  (japonès), Francesc Figuerola (català), Josh Mosby (anglès)
És el germà gran de l'Anthy, i el suposat substitut del director de l'acadèmia, a més del principal antagonista de la sèrie. Tot i que no es fa present en tota la primera temporada de la sèrie, després serà ell qui farà pivotar el rol de la resta de personatges en la segona i tercera temporada. El seu nom prové de la paraula japonesa per anomenar Venus com a Estrella del matí (明けの明星, ake no myōjō), que és identificada també amb Llucifer.

### Consell d'Estudiants
Juri Arisugawa (有栖川 樹璃, Arisugawa Juri)
Veu: Kotono Mitsuishi  (japonès), Elisa Beuter (català), Mandy Bonhomme (anglès)
La capitana de l'equip d'esgrima de l'acadèmia, Juri és una de les estudiants d'Ohtori més respectades, i fins i tot té l'admiració dels mateixos professors. El seu distanciament i les seves maneres intimidatòries amaguen un obscur secret. Dels duelistes del Consell d'Estudiants, ella és la més noble, i és una de les que més potencial té per a convertir-se en Príncep, però la seva noblesa i força són sovint mermades pels seus desitjos i desesperacions. La seva rosa en els duels és de color taronja.
Miki Kaoru (薫 幹, Kaoru Miki)
Veu: Aya Hisakawa  (japonès), Claudi Domingo i Hernan Fernández (substitut) (català), Jimmy Zoppi (anglès)
Miki és un ingenu i educat alumne de setè grau el qual es fa ben aviat amic de la Utena, malgrat el seu rol de possible oponent en els duels. Ell és especialment conegut per les seves aptituds amb el piano. Malgrat el seu caràcter (o a causa d'aquest) ell com a geni, es troba sol, desprotegit, insegur, i busca alguna persona que sigui tant pura i amb tant de talent com ell. A l'anime ell s'enamora de l'Anthy, mentre que en el manga ella acaba enamorat de la Utena. La seva rosa en els duels és blau clar.
Touga Kiryuu (桐生 冬芽, Kiryū Tōga)
Veu: Takehito Koyasu  (japonès), Josep Maria Mas (català), Crispin Freeman (anglès)
És el President del Consell d'Estudiants i el playboy d'Ohtori, Toga és arrogant i guapo, i el seu desig de ser poderós el porta a ser cruel i sense escrúpols fins i tot amb els amics més íntims. Ell és l'únic membre del Consell que deliveradament s'involucra amb els plans d'Akio. Tot i el seu talent i la seva intel·ligència, Toga s'adona que no és tan influent com Akio, i això acaba comportant que ell canviï les seves maneres per descobrir un mètode nou per guanyar poder. La seva rosa en els duels és vermella.
Nanami Kiryu (桐生 七実, Kiryū Nanami)
Veu: Yuri Shiratori  (japonès), Marta Barbarà (català), Leah Applebaum (anglès)
La germana histèrica i dramàtica d'en Toga, bastant utilitzada com a personatge còmic en la sèrie. El seu amor pel seu germà sovint boreja l'obsessió i l'incest, i sovint se la veu maquinant plans tortuosos per tal de castigar la gent que acapara l'atenció del seu germà lluny d'ella. Malgrat tot, en el decurs de la història es descobreix que en Tōga és adoptat i això desequilibra la Nanami, la qual a més també participa també en els duels. Les seves motivacions són considerades les més simples i menys ambicioses de tots els Duelistes, només realistes per ella, i ella acaba sofrint igual que la resta de membres del Consell d'Estudiants, en el qual presidirà quan no hi pugui ser present el seu germà. La seva rosa en els duels és groga.
Kyouichi Saionji (西園寺 莢一, Saionji Kyōichi)
Veu: Takeshi Kusao  (japonès), Jaume Villanueva (català), Jack Taylor (anglès)
El vicepresident del Consell d'Estudiants i capità de l'equip de kendo de l'acadèmia. És molt temperamental, egoïsta, propens a la ràbia i la ira, i sovint cruel. La seva manca d'auto-control es deu a la seva inseguretat, una rivalitat des de petit amb en Touga en la qual sempre acaba perdent, i la por que tothom i tot el que coneix acabi morint. Té una obsessió molt gran per l'Anthy perquè la veu com una Núvia de la Rosa en forma de nina sense voluntat que mai el desobeirà, i algú amb qui estar per sempre. La seva rosa en els dues és verda.
Ruka Tsuchiya (土谷 瑠果, Tsuchiya Ruka)
Veu: Nozomu Sasaki  (japonès), José Posada (català), Wayne Grayson (anglès)
Un mestre de l'espasa, Ruka és l'ex capità de l'equip d'esgrima i un ex membre del Consell d'Estudiants. El seu comportament astut, manipulador oculta una desesperació oculta per viure, i la seva influència sobre Juri es converteix en un dels principals punts d'inflexió del seu personatge. La seva rosa en els duels és blau fosc.

### Duelistes de la Rosa Negra
Souji Mikage (御影 草時, Mikage Sōji)
Veu: Hikaru Midorikawa  (japonès), Óscar Muñoz (català), Dan Green (anglès)
Mikage té el cabell rosa i està sempre treballant al popular Seminari Mikage de l'Acadèmia Ohtori. Vol matar Anthy i suplantar la Núvia de la Rosa per un nen greument malalt, Mamiya, amb la finalitat de salvar-lo d'una malaltia terminal. Mikage utilitza la manipulació i la psicologia, manipulant els instints més baixos i foscos per controlar als estudiants pròxims als membres del Consell, amb la finalitat de crear un duelista que pugui vèncer Utena.
Kanae Ohtori (鳳 香苗, Ōtori Kanae)
Veu: Ai Orikasa  (japonès), Teresa Manresa (català), Kerry Williams (anglès)
La promesa d'Akio, filla del vice-secretari de l'escola. Té una relació tensa amb Anthy, a la qual troba "esgarrifosa i intolerable" i que deu ocultar un obscrut secret. Encara que ella estima molt l'Akio molt, se sent distant a ell al qual veu massa pròxim a Anthy, fet pel qual farà que sigui ella qui esdevingui la primera duelista de la Rosa Negra.
Kozue Kaoru (薫 梢, Kaoru Kozue)
Veu: Chieko Honda  (japonès), Maria Josep Guasch (català), Roxanne Beck (anglès)
La germana bessona de Miki, Kozue se sent eclipsada pel talent del seu germà i reacciona anant amb diversos homes per simplement posar gelós a en Miki. Ella és molt possessiva amb en Miki fins al punt que no dubtarà en fer mal a qui sigui que tracti de ferir-lo o allunyar-lo del seu costat.
Shiori Takatsuki (高槻 枝織, Takatsuki Shiori)
Veu: Kumiko Nishihara  (japonès), Maria Josep Guasch (català), Lisa Ortiz (anglès)
Shiori és la catalitzadora de la ment sempre obtusa de la Juri. Ella idolatra però a la Juri per la seva brillantor i sent enveja per això. La seva extrema manca d'autoestima és la raó de la difícil relació entre elles dues, i que arriba a un punt de ruptura quan Ruka torna a entrar a l'Acadèmia Ohtori.
Mitsuru Tsuwabuki (石路 美蔓, Tsuwabuki Mitsuru)
Veu: Akiko Yajima  (japonès), Hernan Fernández i Elisabet Bargalló (substitució) (català), Ted Lewis (anglès)
El fidel lacai de Nanami, un nen de quart grau. Està obsessionat amb servir a la Nanami i vol convertir-se en el seu adorat "germà petit". Està molt confós sobre l'amor, el sexe i l'edat adulta en general. Els seus intents infructuosos per experimentar l'acabaran fent duelista de la Rosa Negra.
Wakaba Shinohara (篠原 若葉, Shinohara Wakaba)
Veu: Yuka Imai  (japonès), Geni Rey (català), Roxanne Beck (anglès)
Wakaba és exteriorment la persona més alegre de la sèrie i és la millor amiga d'Utena. Ella se sent envoltada de persones "especials" i no sap com arribar a ser especial ella mateixa. Es veu a si mateixa com una persona perfectament normal i només és feliç quan ella s'encarrega de la gent - perquè ella no sap si té altres talents. No s'adona de la importància del seu paper en la història: el seu amor per Saionji, i el seu rebuig, causarà que Utena acabi involucrant-se en els duels, i la seva empatia i passió per la Utena rescataran a la protagonista d'una caiguda terrible després del primer duel amb en Toga.
Keiko Sonoda (苑田 茎子, Sonoda Keiko)
Veu: Akira Nakagawa  (japonès), Mandy Bonhomme (anglès)
Keiko és un dels companys de la Nanami, que la segueix només perquè ella està enamorada del germà de la Nanami en Toga. La seva gelosia, encara que és tan simple com la Nanami acaba esdevenint prou forta i desenvolupable per en Mikage que l'acabarà convertint en duelista de la Rosa Negra.

### Altres personatges
ChuChu (チュチュ, Chuchu)
Veu: Satomi Koorogi  (japonès), Rachel Lillis (anglès)
És la mascota d'Anthy Himemiya la qual és un híbrid entre mico i ratolí. La seva estatura s'estima en uns 10 centímetres aproximadament.
A-ko, B-ko i C-ko
Veu: Maria Kawamura (A-ko) - Satomi Koorogi (B-ko) - Kumiko Watanabe (C-ko)  (japonès), Maria Josep Guasch (A-ko) - Marta Ullod (B-ko) - Maria Lluïsa Magaña (C-ko) (català)
Són tres ombres xineses que apareixen abans de cada duel i que pretenen representar de forma al·legòrica i a vegades fins i tot còmica quins valors es posen en joc en el duel. A-ko porta una cinta al cabell i B-ko porta dues cues, en canvi C-ko (que apareix menys que les altres dues) porta una sola cua al cabell. A-ko i B-ko actuen juntes, i C-ko actua sola. Les seves ombres apareixen rere una pantalla amb un emblema de la rosa.
Mamiya Chida
Veu: Maria Kawamura  (japonès), Núria Domènech (català)
És un noi que viu al soterrani de l'edifici Nemuro, on hi creixen les seves roses que serviran per crear els duelistes de la Rosa Negre. Té l'aspecte d'una persona fràgil i malalta, però a mesura que es va descobrint més sobre la Rosa Negra es va veien com Mamiya també té el seu caràcter fort.
Príncep Deus
Veu: Hiro Yûki  (japonès), Raúl Llorens (català)
Es creu que és el Príncep que va visitar a Utena quan aquesta era petita. Més endavant es descobrirà la seva relació amb la personalitat d'Akio.
Sra. Ohtori
Veu: Yôko Soumi  (japonès), Glòria Roig (català)
Sembla ser la dona del vice-secretari de l'escola. A més és la mare de la Kanae Ohtori. Però en secret manté també una relació íntima amb l'Akio Ohtori.
Tatsuya Kazami
Veu: Ryôtarô Okiayu  (japonès), Albert Trifol Segarra (català), Greg Abbey (anglès)
Tatsuya és un amic de la infància de la Wakaba. Quan eren petits ella el va nomenar a ell "Príncep de la ceba" per protegir-la a ella de les burles dels seus companys de classe.
A mesura que va anar creixent, va continuar considerant a la Wakaba amb afecte, però ella ja havia redirigit la seva atenció cap al seu nou "Príncep", en Saionji. Tatsuya és l'únic personatge que tot i anar al confessionari d'en Mikage acaba sent rebutjant ja que el seu cor és "massa pur" per a ser convertit en duelista de la Rosa Negra.
Tokiko Chida
Veu: Noriko Hidaka  (japonès), Alicia Laorden (català)
Tokiko va ser una de les investigadores de l'Acadèmia Ohtori. Seria ella la que presentaria el seu germà Mamiya a en Mikage.